# Spermophagus tandalensis
Spermophagus tandalensis là một loài bọ cánh cứng trong họ Bruchidae. Loài này được Borowiec miêu tả khoa học năm 1991.